# Juffrouw Anya
Juffrouw Anya is een hoorspel naar een verhaal van Anton Tsjechov. Op 20 februari 1965 werd het in een bewerking van Joan O’Connor onder de titel Miss Anya door de BBC uitgezonden. F.A. Poggenbeek vertaalde het en de AVRO zond het uit op donderdag 2 februari 1967. De regisseur was Rob Geraerds en Donald de Marcas speelde gitaar. De uitzending duurde 75 minuten.

## Rolbezetting
- Wam Heskes (grootvader Vorodin)
- Dogi Rugani (tante Dasha, z’n dochter)
- Fé Sciarone (Anya, z’n kleindochter)
- Hans Veerman (Sergei, de tuinman)
- Corry van der Linden (Polinka)
- Huib Orizand (dr. Alexander Ospinov)
- Han König (Trubjevskoy)
- Tine Medema (Lisaveta)

## Inhoud
Vol idealen en romantische ideeën over de schoonheid van een ongerepte natuur is juffrouw Anya uit Moskou teruggekeerd naar het landgoed van haar overleden ouders. Tot haar ontsteltenis zijn er in de onmiddellijke omgeving tijdens haar afwezigheid fabrieken met grauwe schoorstenen verrezen. De bodem bleek voor mijnbedrijven grote perspectieven te openen. De landhonger van de aandeelhouders is niet meer te stuiten, maar Anya zal er nooit in toestemmen eigen grond te verkopen, ook al blijkt er op het landgoed een groot tekort aan contanten te zijn om het naar behoren te beheren. Haar grootvader zwaait er nog de scepter, al is het meer een karwats, waarmee hij meiden en knechts aan de gang houdt. Een praatzieke tante ziet uitkomst in een huwelijk van Anya met een zeer welgestelde dokter, een zelfingenomen man die zijn beroep meer ziet als rijke bron van inkomsten dan als een roeping om mensen te helpen. Zij werpt zich op als koppelaarster. In dit milieu kan Anya niet meer aarden. Haar hart trekt naar een jonge knecht, die door hard werken geld tracht te verdienen om zijn studies te betalen. Hij wil ingenieur worden. Op dit landgoed komen liefde, barbaarsheid en zucht naar gewin met elkaar in conflict. Het bloed kruipt waar het niet gaan kan en leidt tot “onberaden” stappen die geen genade kunnen vinden in de ogen van de grootvader en de tante. Maar het hart trekt zich niets aan van conventies, tradities of bezittingen als het gaat om het persoonlijk geluk dat in deze enghartige gemeenschap dreigt onder te gaan…